# Igreja de Nossa Senhora do Pópulo
A Igreja de Nossa Senhora do Pópulo (1500), também referida como Igreja Matriz das Caldas da Rainha ou Igreja Paroquial das Caldas da Rainha, integra o conjunto do Hospital Termal Rainha D. Leonor na freguesia de Caldas da Rainha - Nossa Senhora do Pópulo, Coto e São Gregório, cidade e município de Caldas da Rainha e da região Oeste portuguesesa.
Foi classificada como Monumento Nacional em 1910 (Decreto de 16-06-1910, DG, n.º 136, de 23-06-1910) e é hoje um dos elementos patrimoniais mais significativos do município.

## História
A povoação de Caldas da Rainha, tal como a sua Misericórdia e Hospital, foram fundados pela rainha D. Leonor em 1485. Dez anos mais tarde o Papa autorizou a fundação de uma capela anexa, também ela sob a invocação de Nossa Senhora do Pópulo; em comunicação direta com o hospital através de um corredor abobadado, destinava-se ao acompanhamento espiritual dos doentes (no dia de chegada, era aí que se confessavam e comungavam para depois iniciarem os tratamentos).
Os elementos essenciais da igreja (nave e capela-mor) ficaram concluídos em 1500; o templo seria elevado a Igreja Matriz em 1510, ano em que foi terminada a torre sineira e instalaram a pia batismal. Diversas obras de beneficiação e reabilitação teriam lugar ao longo dos anos, entre as quais a construção do coro-alto (1544-46), a inclusão de elementos decorativos em talha, pinturas e esculturas (1518, 1533, 1639, 1659, 1675, 1732, 1750, etc.), o revestimento em azulejo (1658-59), ou a instalação de um novo órgão, doado por D. João VI (1825).
Em 1937 azulejos do século 17 de uma das alas do claustro grande do Convento da Graça (Lisboa), ocupada pelo Batalhão de Caçadores 7, foram aplicados no interior da igreja.

### Reabilitação em 2023
De 2021 a 2023 foi alvo de obras de conservação e restauro orçadas em meio milhão de euros, que contemplaram trabalhos de limpeza da estrutura do edifício, sendo ainda restauradas esculturas de madeira, altares laterais, o altar-mor, a pia batismal, o órgão de tubos, os bancos da igreja e outros bens móveis.
Vai reabrir no dia da cidade, 15 de maio de 2023, data que anualmente assinala a abertura da época termal.

## Características
A traça da igreja é de autoria do Mestre Mateus Fernandes (arquiteto do Mosteiro da Batalha durante mais de 25 anos).  Neste edifício, pertencente ao ciclo pré-manuelino, as opções tipicamente góticas surgem complementadas por formas orgânicas e por uma gramática decorativa que prenunciam o estilo nascente.
O interior, de nave única, é coberto por abóbada de artesões, comunicando com a capela-mor através de um arco triunfal policêntrico (a simular as dobras de uma cortina), encimado por escudo régio e tríptico de pintura quinhentista com episódios da Paixão de Cristo (atribuído a Cristóvão de Figueiredo ou ao Mestre da Lourinhã). Cobre a capela-mor uma abóbada de nervuras com decoração heráldica no fecho. O retábulo em pedra do altar-mor – de colunas clássicas, encimado por um baixo relevo que figura o Padre Eterno –, é uma obra tardo-renascentista e poderá datar do final do século XVI. As paredes da nave e da capela-mor são integralmente revestidas com azulejos do tipo padrão, azuis e amarelos (século XVII). Destaquem-se ainda os dois altares laterais, com retábulos de talha dourada barroca e frontais de azulejos quinhentistas, e a pia batismal, de planta octogonal e profusamente rendilhada, atribuída a Pedro (ou Pêro) e Filipe Henriques (escultores da antiga pia da Sé Velha de Coimbra; hoje na Sé Nova).
Exteriormente destaca-se a torre sineira, com arcos policêntricos encimados por relógio; inclui gárgulas de teor zoomórfico e duas esculturas quinhentistas representando o Anjo Gabriel e a Virgem da Anunciação. Na fachada, ornada com ameias, abre-se o portal do início do século XVI, de arco de volta inteira e grande sobriedade decorativa.

## Galeria de imagens

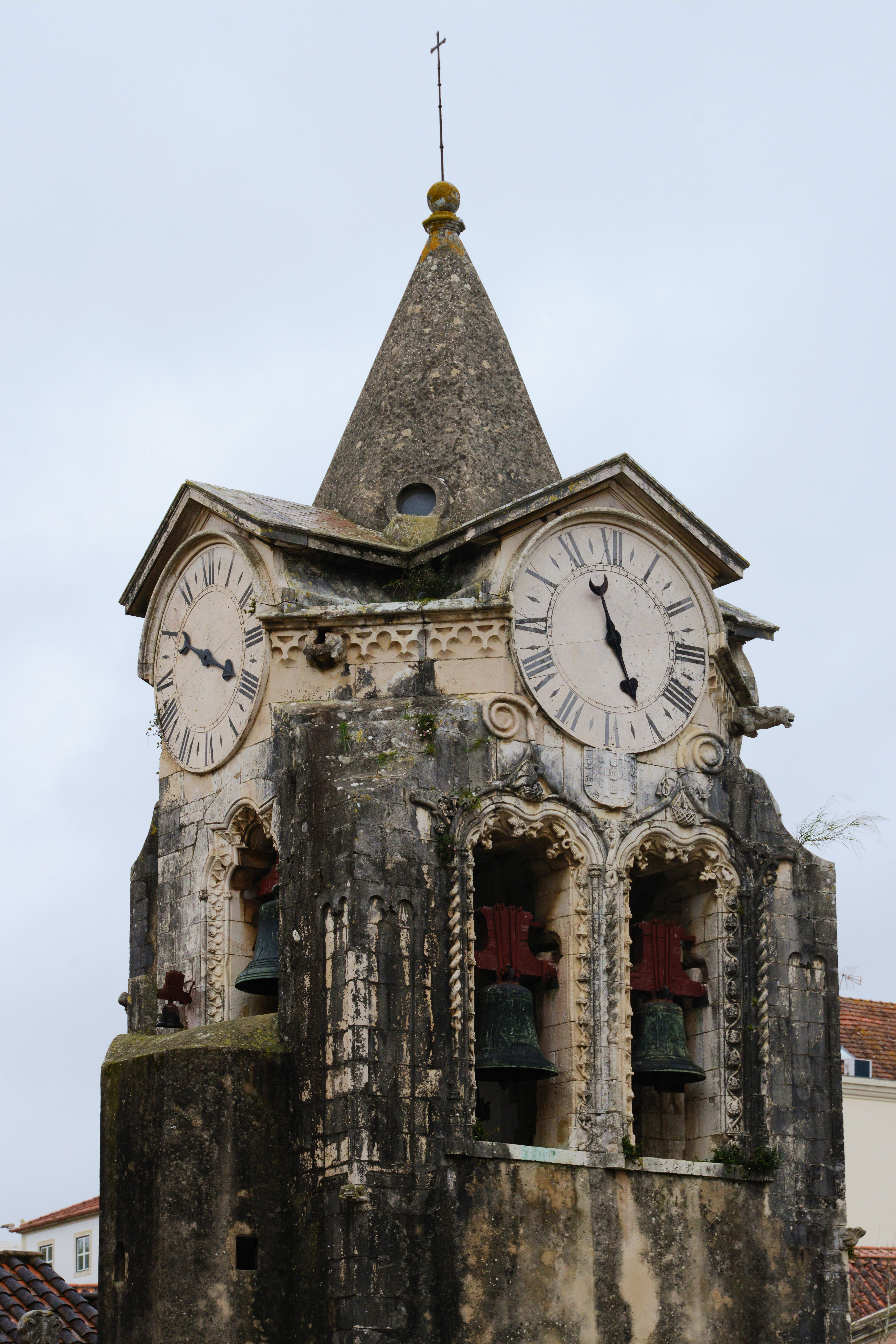
Torre sineira
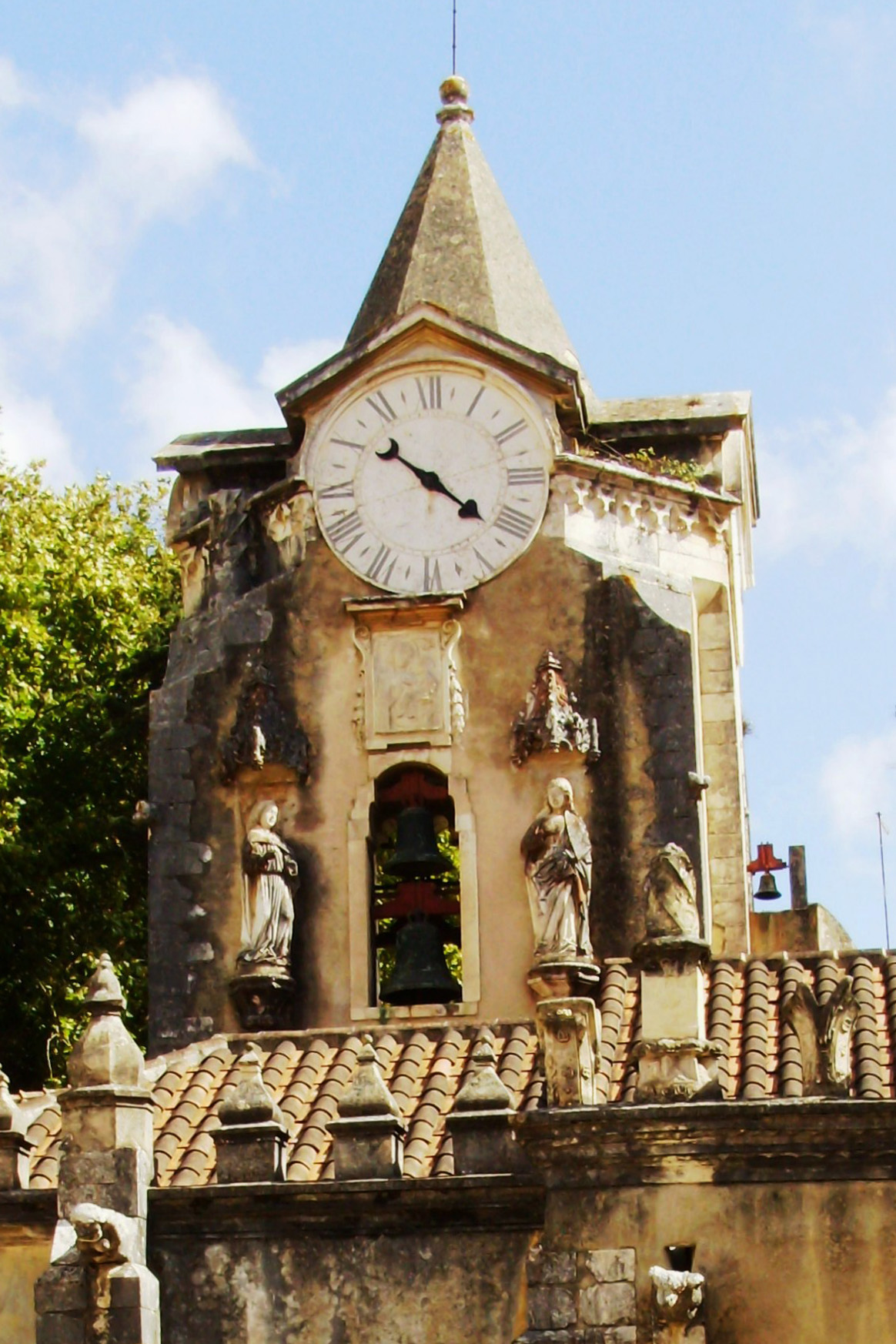
Torre sineira
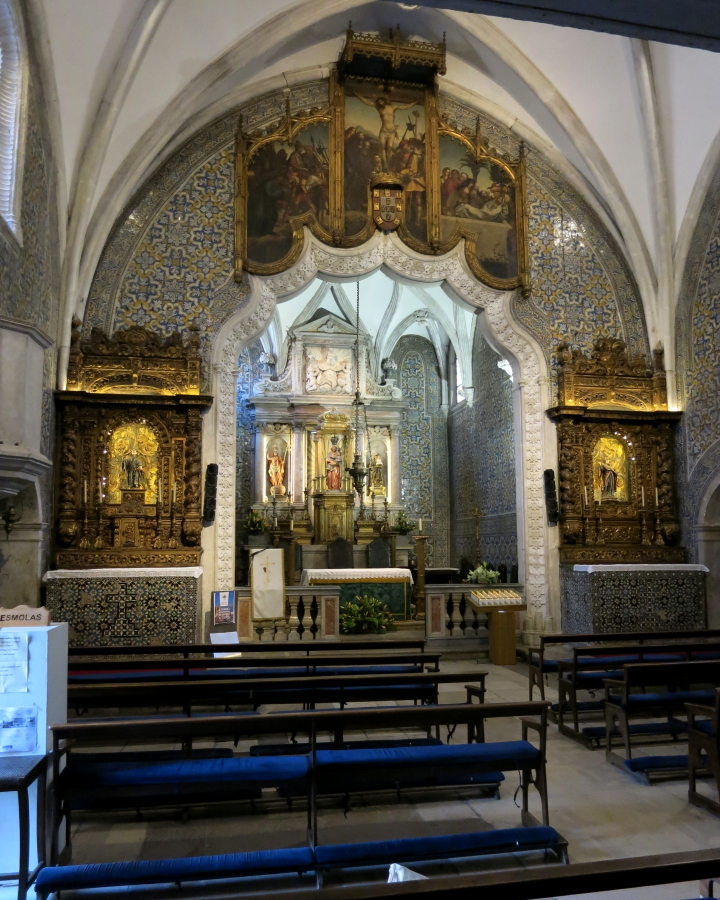
Interior; capela-mor ao fundo
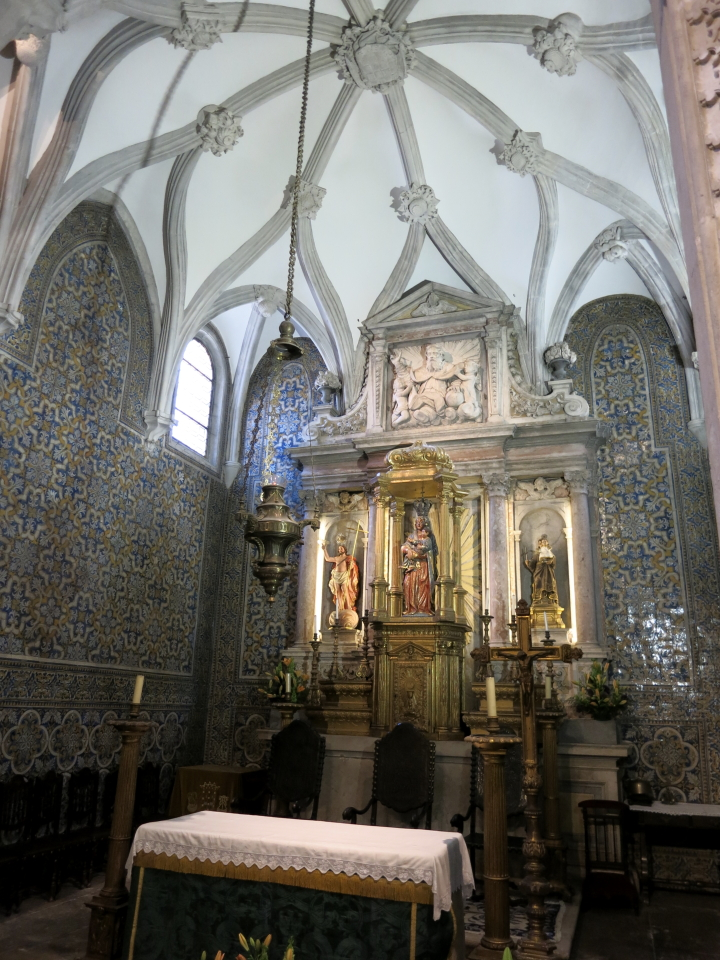
Capela-mor
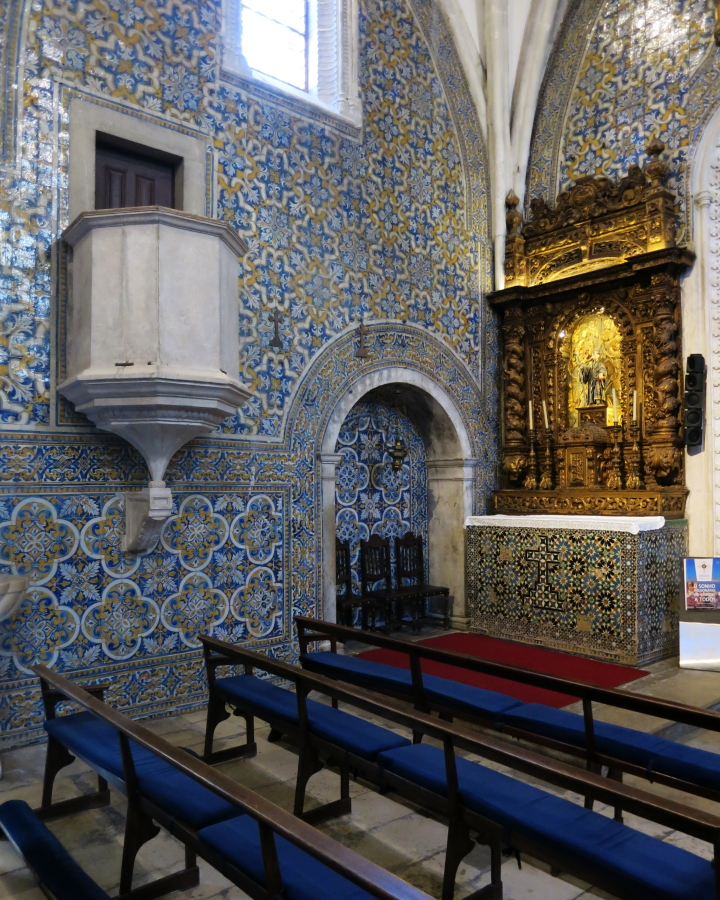
Púlpito e altar lateral esquerdo
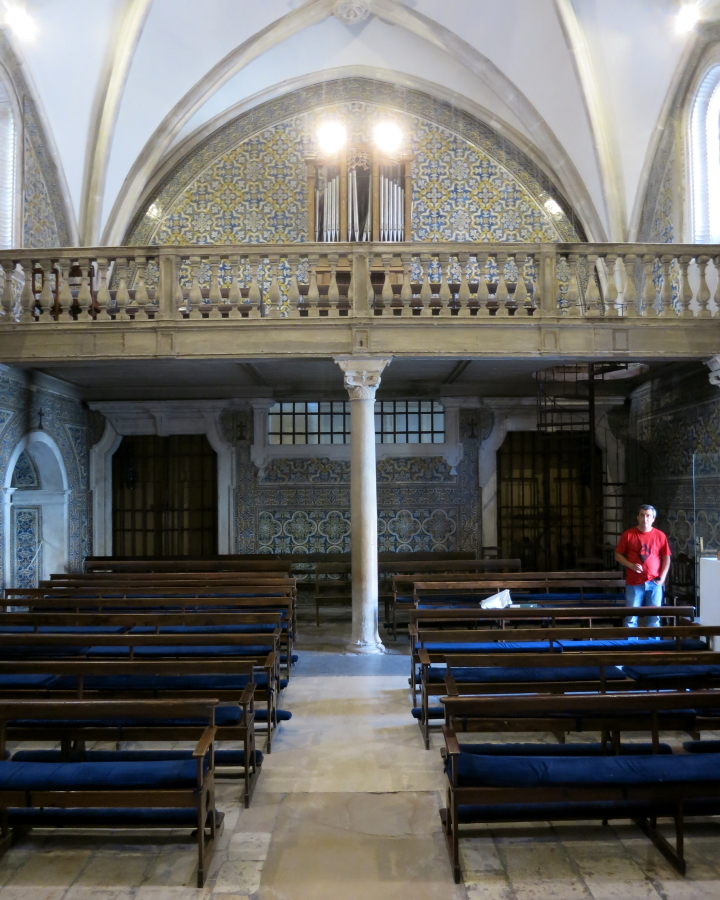
Coro alto